# Wasserturm Nordenham

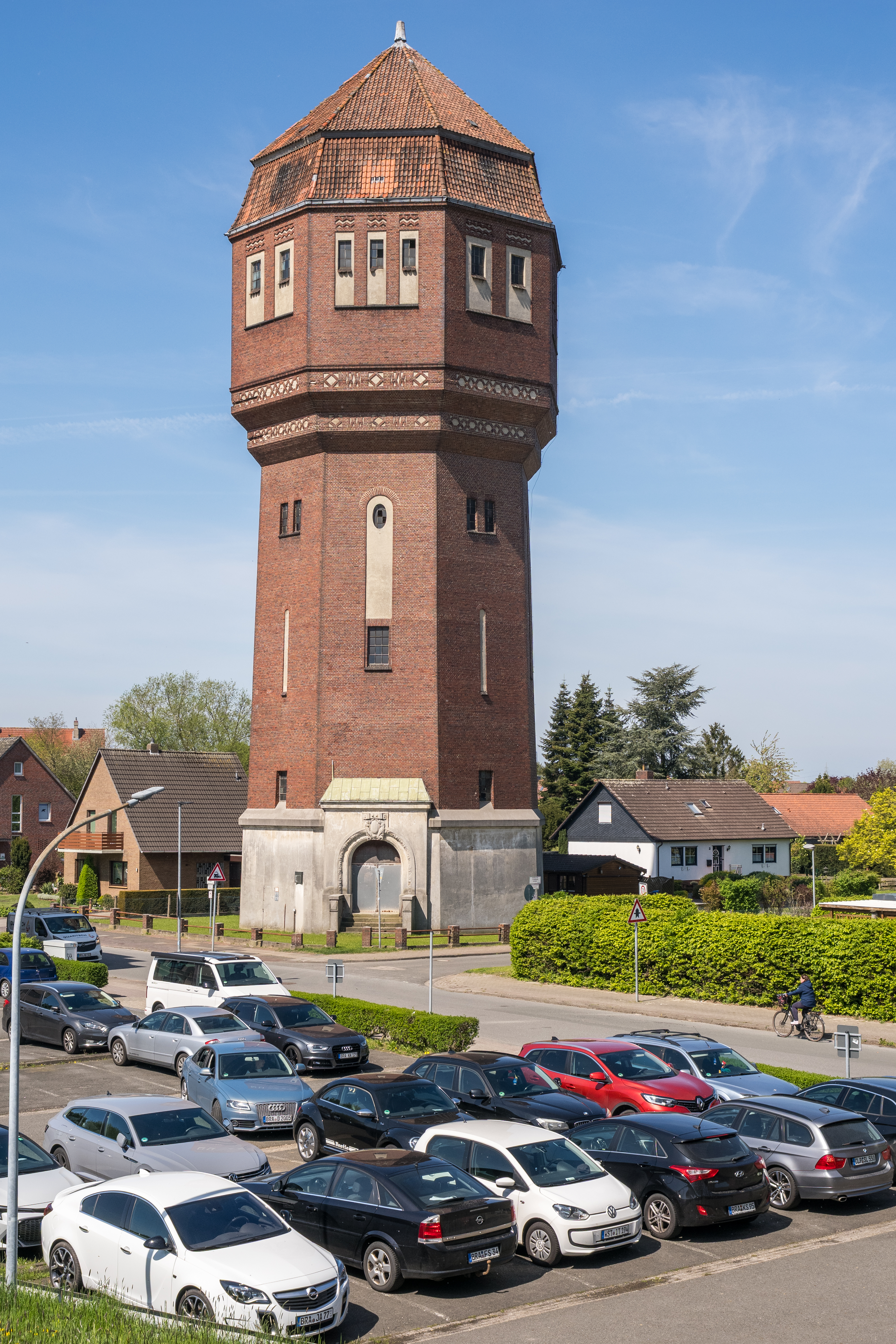
Wasserturm am Kabelstraße / Ecke Am Wasserturm.

Der Wasserturm Nordenham an der Kabelstraße im niedersächsischen Nordenham im Landkreis Wesermarsch stammt aus dem frühen 20. Jahrhundert. Es ist ein Wahrzeichen der Stadt.
Aktuell (2024) wird er als Wohnhaus und landwirtschaftlich genutzt.
Das Gebäude steht unter Denkmalschutz (siehe auch Liste der Baudenkmale in Nordenham).

## Geschichte

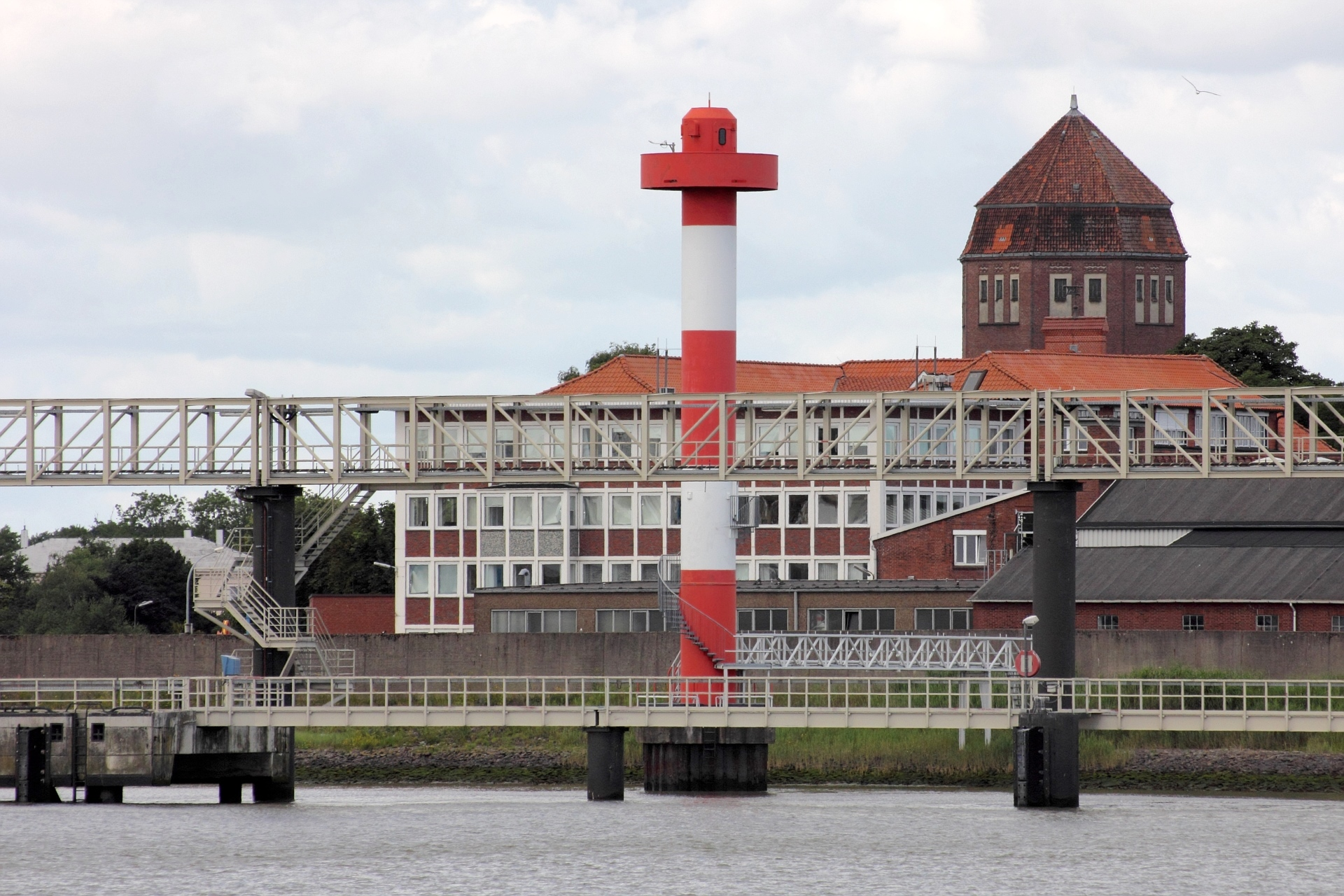
Turmkopf des Wasserturms hinter dem Flagbalgersiel Unterfeuer

Der sechsgeschossige verklinkerte achteckige 42,70 m hohe Wasserturm mit verputztem Sockelgeschoss und hohem rundbogigem Portal, zweifach überkragendem Aufsatz und Mansard-Zeltdach sowie einem Behältervolumen von 1000 m³ wurde 1907/08 von der Firma Herdejürgen & Harmsen für die Großherzoglich Oldenburgischen Staatseisenbahnen gebaut. Er ging später über in das Eigentum des Oldenburgisch-Ostfriesischen Wasserverbandes (OOWV). Er wurde 1973 stillgelegt, nachdem der Rathausturm von 1969 als Wasserturm 1972 den Betrieb aufnahm. Seitdem steht das Gebäude leer. Die Bochumer Eigentümergesellschaft bot den Turm längere Zeit zum Verkauf an.